# جورج نیوبولد لارنس
جورج نیوبولد لارنس (انگلیسی: George Newbold Lawrence; ۲۰ اکتبر ۱۸۰۶ – ۱۷ ژانویهٔ ۱۸۹۵ (۸۸ سال)) پرنده‌شناس، جانورشناس، و اهالی کسب‌وکار اهل ایالات متحده آمریکا بود.